# 초정밀 각막 절삭기
초정밀 각막 절삭기 또는 마이크로케라톰(microkeratome, 미세각막절개술)은 라식 또는 ALK 수술에서 각막 덮개(플랩)를 만들기 위해 설계된 진동 블레이드가 있는 정밀 수술 도구이다. 정상적인 인간 각막의 두께는 약 500~600μm이다. 라식 시술에서 초정밀 각막 절삭기는 83~200μm 두께의 플랩을 만든다. 마이크로케라톰은 정확한 절단을 위해 칼날이 수직으로 움직일 때 수평으로 진동하는 칼날이 있는 진동 칼날 시스템을 사용한다. 이 장비는 전 세계에서 각막 플랩을 절단하는 데 사용된다. 초정밀 각막 절삭기는 데스메(Descemet)의 박리 자동 내피 각막 이식술(DSAEK)에도 사용된다. 여기서는 기증 각막 뒤쪽에서 얇은 층을 잘라낸 다음 이를 수혜자의 뒤쪽 각막에 이식하는 데 사용된다. 1950년대 콜롬비아에서 호세 바라케르(Jose Barraquer)와 세자르 카를로스 카리아조(Cesar Carlos Carriazo)가 발명했다.
2023년부터 각막을 절단하는 방법에는 초정밀 각막 절삭기와 펨토초 레이저의 두 가지 옵션이 있다. 펨토초 레이저는 칼날 역할을 하는 초단 펄스를 방출하여 눈을 정밀하고 정확하게 절단한다. 많은 외과 의사들은 수술에 펨토초 레이저나 초정밀 각막 절삭기를 사용하는 방식이 다르다. 대부분의 외과의사와 환자는 칼날이 없는 펨토초 레이저를 선호한다.